# Spoorlijn Langenthal - Melchnau
De spoorlijn Langenthal - Melchnau is een Zwitserse smalspoorlijn van de voormalige spoorweg onderneming Langenthal-Melchnau-Bahn (afgekort: LMB) tussen Langenthal en Melchnau in kanton Bern. De spoorlijn is sinds 1999 onderdeel van Aare Seeland Mobil AG.

## Geschiedenis
Het traject van de LMB werd op 26 oktober 1917 geopend. De LMB maakte voor een deel gebruik van het LJB-traject. De LMB maakte gebruik van de LJB-werkplaats in Langenthal.
Het personenvervoer van de OJB tussen St. Urban en Melchnau werd op 22 mei 1982 stilgelegd. Op 28 mei 1989 werd het traject tussen St. Urban en St. Urban Ziegelei gereactiveerd. Voor het goederenvervoer bleef het hele traject in gebruik.

## Aansluitingen
In de volgende plaatsen was of is er een aansluiting van de volgende spoorwegmaatschappijen:

### Langenthal
- Mittellandlinie, Spoorlijn tussen Olten en Genève
- Langenthal - Oensingen, Spoorlijn tussen Langenthal en Oensingen

## Elektrische tractie
Het traject werd vanaf het begin geëlektrificeerd met een spanning van 1.200 volt gelijkstroom.

## Fusie
Op 1 januari 1958 fuseerden de LJB met de LMB en met de Oberaargau-Jura-Bahnen (OJB). Vervolgens werd in 1959 een samenwerking overeenkomst met de SNB gesloten. Door deze samenwerking werd het mogelijk dat de SNB gebruik kon maken van de OJB-werkplaats in Langenthal.

## Afbeeldingen

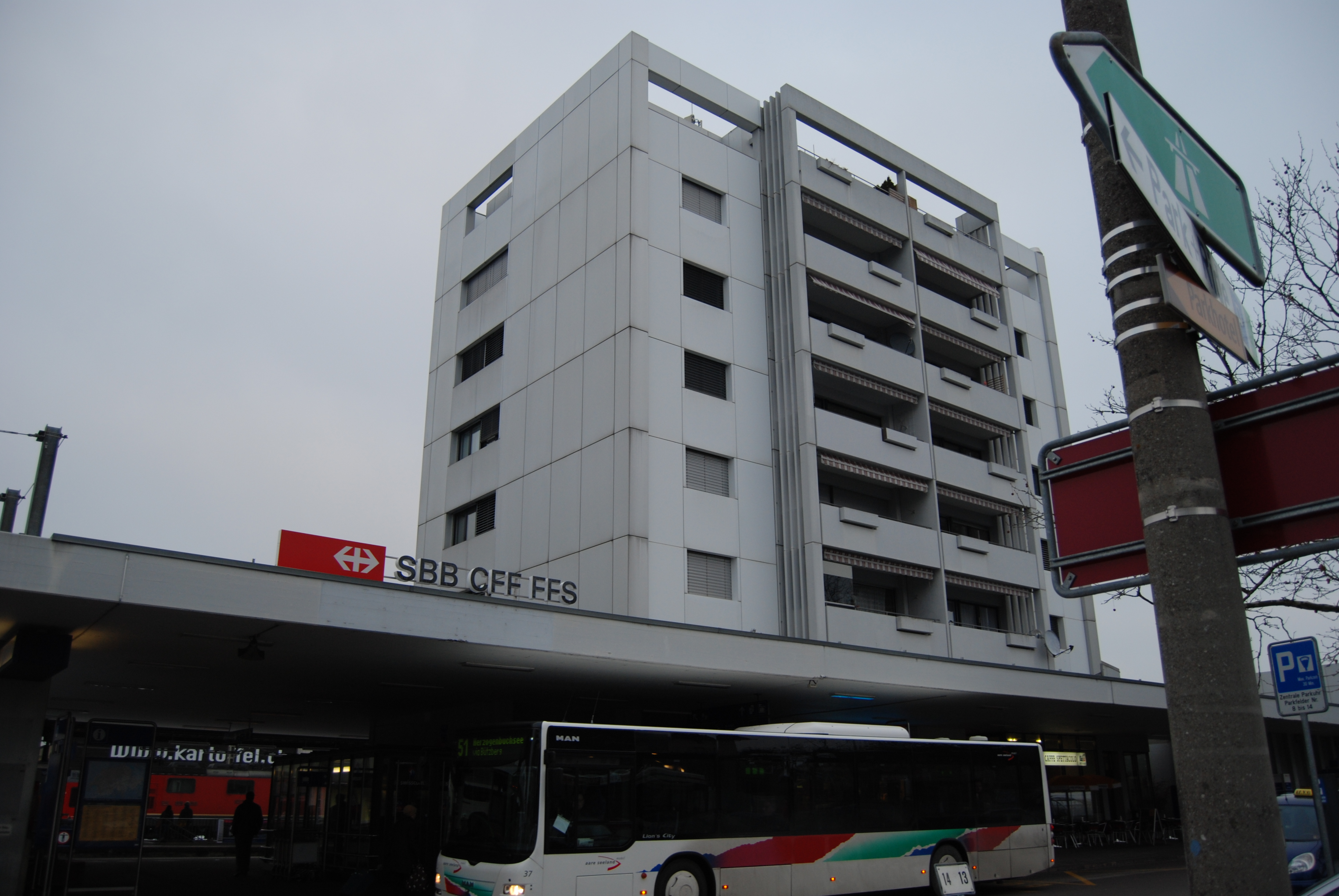
Station Langenthal
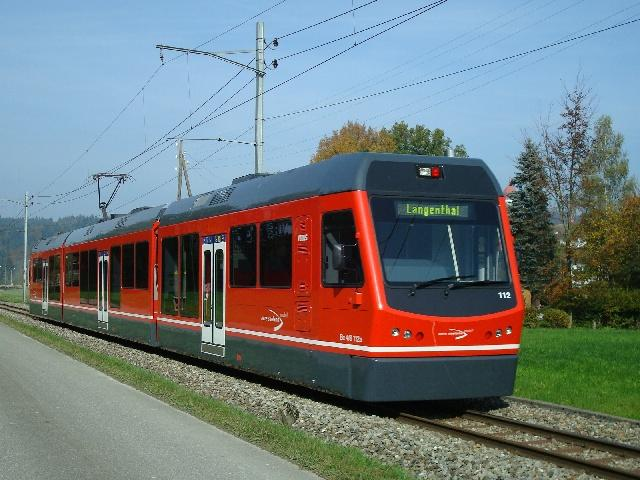
Sneltram tussen St. Urban en St. Urban Ziegelei